# Arthur Firstenberg
Arthur Robert Firstenberg (Brooklyn, Nueva York, 28 de mayo de 1950-Santa Fe, Nuevo México, 25 de febrero de 2025) fue un autor y activista estadounidense especializado en la radiación electromagnética y la salud.
Fue fundador del grupo de campaña independiente "Cellular Phone Task Force". Su obra de 1997 Microwaving Our Planet: The Environmental Impact of the Wireless Revolution (Microondas en nuestro planeta. El impacto ambiental de la revolución inalámbrica) fue publicada por el grupo.
Fue autor a su vez de The Invisible Rainbow: A History of Electricity and Life (AGB Press, 2017; edición en español El arcoíris invisible. Una historia de la electricidad y la vida, Ediciones Atalanta, 2021).
Su última obra póstuma fue The Earth and I (Skyhorse, 2025).
Durante los últimos treinta años fue investigador, asesor y conferenciante en Estados Unidos sobre los  efectos sobre la salud y el medio ambiente de la radiación electromagnética.

## Educación
Nacido el 28 de mayo de 1950 en Brooklyn, Nueva York, Firstenberg fue un becario Westinghouse que recibió una licenciatura en matemáticas de la Universidad Cornell en 1971, asistiendo posteriormente a la Facultad de Medicina de Irvine de la Universidad de California de 1978 a 1982. Firstenberg interrumpió su carrera médica debido a una enfermedad que atribuyó a la hipersensibilidad electromagnética provocada al recibir más de 40 radiografías dentales de diagnóstico.

## Campaña contra la tecnología de microondas

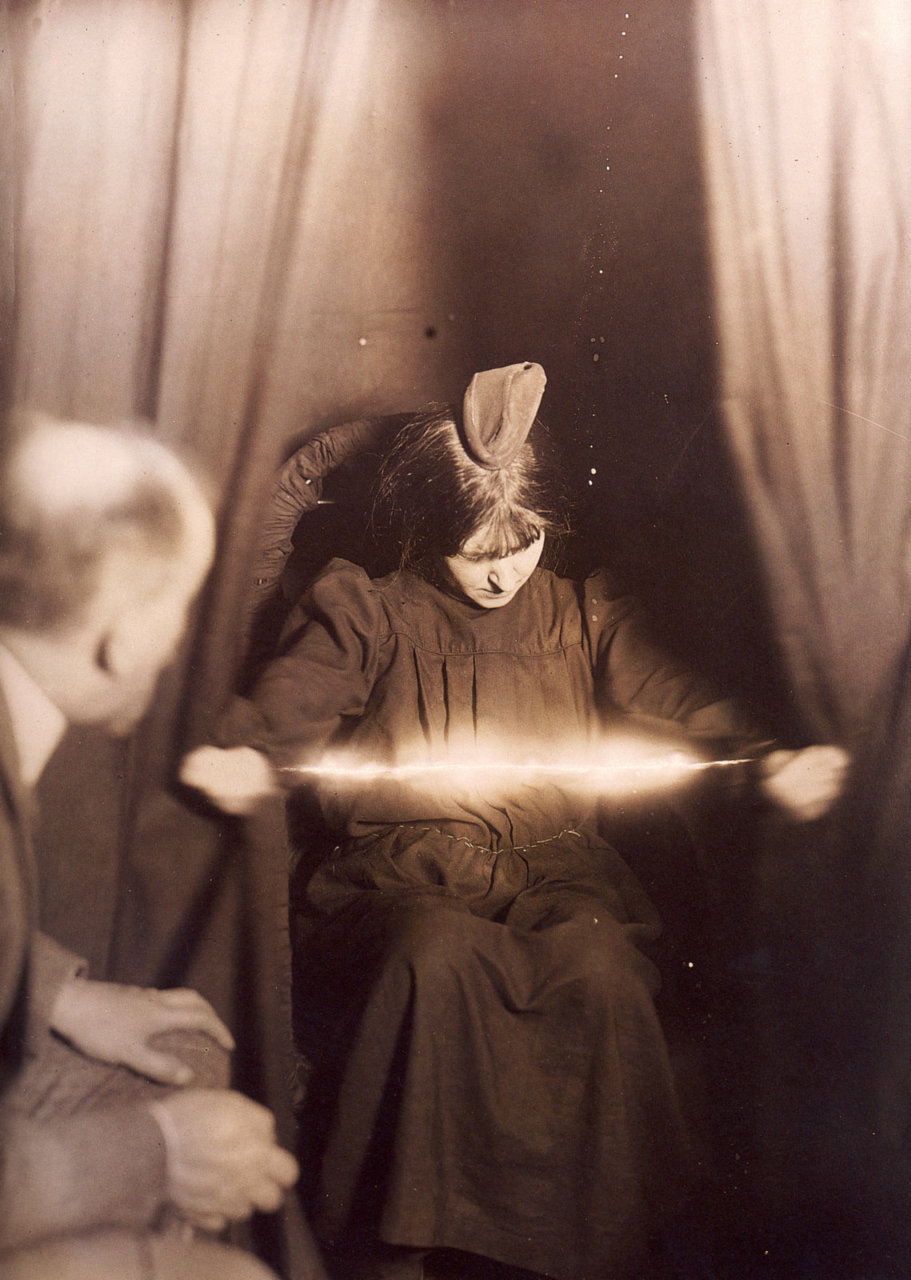
Fotografía de Albert von Schrenk-Notzing del Instituto de Psicología de Múnich, 1913. Tema de portada de la edición castellana de El arcoíris invisible. Una historia de la electricidad y la vida.

Desde 1996, Firstenberg argumentó en numerosas publicaciones que la tecnología inalámbrica es peligrosa y que "la industria de las telecomunicaciones ha suprimido la evidencia dañina sobre su tecnología desde al menos 1927".
En 1997, Cellular Phone Task Force fue el principal demandante en una impugnación de los límites de exposición a la radiación de radiofrecuencia de la Comisión Federal de Comunicaciones, a la que se unieron decenas de otras partes, incluida la Ad Hoc Association of Parties Concerned About the Federal Communications Commission Radio Frequency Health and Safety Rules ("AHA").  El Tribunal de Apelaciones del Segundo Circuito falló a favor de la FCC.  Se rechazó una apelación a la Corte Suprema de los Estados Unidos, que fue apoyada por un amicus curiae escrito por los senadores Patrick Leahy y Jim Jeffords.
En mayo de 2008, Firstenberg y otros grupos acusaron a la ciudad de Santa Fe, Nuevo México, de discriminación contra las personas alérgicas a la radiación electromagnética por tener redes inalámbricas gratuitas en los edificios de la ciudad.  El caso fue desestimado en 2011.
En enero de 2010, Firstenberg entabló una demanda contra su vecino, por daños y perjuicios de $ 530,000, al "negarse a apagar su teléfono móvil y otros dispositivos electrónicos". Afirmó que debido al cableado compartido, los campos electromagnéticos de los dispositivos electrónicos de su vecino lo mantenían despierto por la noche y destruían su salud. Afirmó que como resultado se había quedado sin hogar. El Primer Tribunal de Distrito de Nuevo México desestimó el caso en septiembre de 2012, alegando falta de pruebas suficientes. Firstenberg interpuso recurso de sobreseimiento ante el Tribunal de Distrito en diciembre de 2012. El 9 de marzo de 2015, la Corte de Apelaciones de Nuevo México confirmó la desestimación por parte de la corte de distrito.
Arthur también fue miembro de una organización en Santa Fe, Nuevo México, llamada "Once a Forest", que promueve la extinción de incendios en tierras públicas.  El grupo se opone a las políticas de manejo forestal como el aclareo y el fuego prescrito. Sus opiniones son controvertidas.

## Obra
- The Earth and I (Skyhorse, 2025)
- The Invisible Rainbow: A History of Electricity and Life (AGB Press, 2017; edición en español El arcoíris invisible. Una historia de la electricidad y la vida, Ediciones Atalanta, 2021)
- Microwaving Our Planet: The Environmental Impact of the Wireless Revolution (Cellular Phone Task Force, 1997)

## Ediciones en español
- El arcoíris invisible. Una historia de la electricidad y la vida. Traducción Fernando Borrajo y Amelia Pérez de Villar, colección Liber naturae. Ediciones Atalanta. 2021. ISBN 978-84-12-21307-2.